# Muhammed ibn Arafa
Muhammad ibn Arafa (àrab: محمد بن عرفة, Muḥammad b. ʿArafa) (Fes, 1889 - Niça, França, 1976) va ser un familiar del soldà Muhàmmad V del Marroc, col·locat de sultà titella en substitució d'aquest pel resident general francès durant dos anys.

## Biografia
El seu pare, Mulay Arafa ibn Muhammad, era germà del sultà Mulay Hassan I, avi de Muhàmmad V. La família residia a Fes, que en el moment de néixer Muhammad ibn Arafa era encara el centre polític del Marroc. Mulay Arafa tenia un càrrec polític. El seu fill, no obstant això, gràcies a la considerable fortuna familiar es va dedicar fonamentalment als estudis religiosos a la universitat alcorànica Qarawiyyin. Fins a la seva entrada en l'escena política marroquina, Ibn Arafa va repartir el seu temps entre l'espiritualitat i la gestió de les grans explotacions agrícoles que li va llegar el seu pare, des del seu palau a la ciutat vella de Fez.
En els anys 50, Ben Arafa és contactat pel resident general francès, Augustin Guillaume i per al-Glawi, paixà de Marràqueix i enemic dels alauites. Li van proposar substituir a Muhàmmad V en el tron: el sultán mostrava massa simpaties per la causa de la independència i els nacionalistes començaven a convertir-li en un símbol, el que havia portat a l'administració colonial a considerar la seva deposició i substitució per algú més mal·leable. Ibn Arafa era una de les possibilitats: la Residència havia contactat a altres alauites com el khalifa (representant del sultà a la zona espanyola, resident a Tetuan), Mulay Hassan ibn al-Mahdi.
Ibn Arafa rebutja l'oferta, però el 1953, davant la insistència i per raons no aclarides, accepta col·laborar en la destitució del seu nebot, que és enviat desterrat a Madagascar juntament amb el seu fill, el futur Hassan II. Ibn Arafa sembla complir el seu paper tímidament: s'instal·la en una ala del palau reial de Rabat, sense atrevir-se a utilitzar els aposents privats dels desterrats, i en general la seva presència és discreta.
El regnat no dura molt. L'exili forçat de Muhàmmad V li converteix definitivament en un símbol nacional; en el país es multipliquen les manifestacions, la violència i fins i tot els casos d'histèria col·lectiva, com ara quan els habitants de Rabat creuen veure el rostre del seu sultà exiliat dibuixat en la Lluna. A l'octubre de 1955, iniciades ja les negociacions que portaran a la independència del país, Ibn Arafa ha d'abdicar perquè Muhàmmad V pugui ocupar de nou el tron.
Ben Arafa, considerat traïdor, marxa inicialment a Tànger, ciutat internacional. Quan la ciutat passa a estar sota sobirania marroquina, les autoritats franceses li preparen una luxosa residència a Niça, on s'instal·la. A Niça rep regularment visites d'antics col·laboradors, familiars i administradors dels béns de la família, així com d'estudiants marroquins que esperen obtenir algun suport econòmic. No obstant això, es torna cada vegada més solitari, sobretot després de la mort de la seva esposa, tot just surt i dedica llargues hores a la lectura de l'alcorà. Mai parla, que se sàpiga, de les circumstàncies que el van portar del seu feu a Fes al palau de Rabat i després a l'exili (té prohibit el retorn al Marroc).
A la fi dels anys 60 s'instal·la a Beirut, punt de reunió de xeics i prínceps de diversos països àrabs. El seu pis (situat en un luxós immoble de la capital libanesa) és assaltat per uns lladres que roben el seu segell real, símbol del seu pas pel tron. Després d'aquesta experiència, Ibn Arafa decideix tornar a Niça, on morirà al juliol de 1976.
El seu cos va ser dipositat en la mesquita de París fins que Hassan II va autoritzar anys més tard el seu trasllat i discret enterrament a Fes, en una tomba escassament identificable d'un petit cementiri. Un dels seus fills, que havia residit amb el pare en el palau reial de Rabat, tindrà com ell prohibida la seva entrada al Marroc. A l'altre fill mascle, inicialment exiliat a Madrid, se li va permetre tornar i es va instal·lar a Tànger, en la mateixa casa que va acollir temporalment al seu pare camí de l'exili a França. Les filles, així com la resta de la seva família al Marroc, no van patir aparentment cap ostracisme ni represàlia, i com a membres de la família alauita van ser convidades amb freqüència per Hassan II a diversos actes.